# Рене Барр'єнтос
Рене Барр'єнтос Ортуньйо (ісп. René Barrientos Ortuño; 30 травня 1919 — 27 квітня 1969) — болівійський політичний діяч, двічі президент країни у 1964–1969 роках.

## Політична кар'єра
Генерал Барр'єнтос прийшов до влади, скинувши уряд соціальних реформістів Віктора Паса. За п'ять років правління Барр'єнтоса за допомогою армії придушувався усілякий опір його консервативному режиму, в тому числі й заколот Че Гевари 1967 року.
Посилення ролі президента в житті країни означало збільшення кількості неприємних інцидентів для Барр'єнтоса. Наприклад, його правління увійшло до історії також завдяки такій події, як «Різня у ніч святого Хуана» («Día de San Juan») 24 червня 1967 року, коли солдати відкрили вогонь у шахтарів та вбили близько 30 чоловіків і жінок. Окрім того, великий скандал спалахнув 1968 року, коли відданий друг Барр'єнтоса й тогочасний міністр внутрішніх справ Антоніо Аргедас зник разом зі щоденниками Че Гевари і невдовзі з'явився в Гавані. Після цього Аргедас зізнався, що був таємним прибічником марксизму, а також критикував Барр'єнтоса та багатьох з його соратників.
Внаслідок серії політичних убивств та кампанії боротьби з повстанцями Барр'єнтоса багато хто розглядав як жорстокого диктатора на службі іноземних інтересів, що переховувався під маскою демократа. Прагнучи відновити повагу болівійських селян, він подорожував країною, щоб викласти свою позицію навіть у найменших та найвіддаленіших болівійських селах. Це була тактика, яка давала йому гарні результати в минулому, і Барр'єнтос сподівався відновити свій політичний капітал.
Після прильоту в Арке (Кочабамба) він загинув 27 квітня 1969 року внаслідок аварії вертольота. Донині циркулює інформація, що гелікоптер президента, імовірно, був збитий, однак усі дослідження дійшли висновку, що це був нещасний випадок.